# Codice 46
Codice 46 (Code 46) è un film del 2003 diretto da Michael Winterbottom, con Tim Robbins e Samantha Morton. È una pellicola di fantascienza ambientata in una società distopica.
È stato presentato in concorso alla 60ª Mostra internazionale d'arte cinematografica di Venezia.

## Trama
William è un ispettore delle assicurazioni Sphinx, una sorta di grande fratello del futuro. La società odierna non può permettersi l'onere di avere all'interno persone che non abbiano un'adeguata assicurazione sulla vita e, allo stesso tempo, la Sphinx non può permettersi di pagare indennizzi di ogni tipo, quindi chiunque vive all'interno della società deve avere un certificato di assicurazione (papelles) e chiunque voglia fare qualunque cosa che esuli dalla normale routine deve avere un'adeguata autorizzazione dalla Sphinx. Tutti gli altri abitano fuori dalle città, nel deserto. In questo contesto di "prigionieri del proprio benessere", falsificare un certificato consente di essere liberi e Maria è una delle persone che a suo modo lotta contro questo sistema, falsifica certificati, riesce a farli uscire dallo stabilimento e li dona a persone che vogliono viaggiare e non hanno il permesso. William lascia la moglie e il figlio a casa ed è inviato nello stabilimento di Shanghai per indagare sul falsario di certificati.
Il motivo per cui William fa l'ispettore sono le sue capacità empatiche che gli consentono di smascherare i colpevoli in pochi istanti, esattamente quelli che impiega per innamorarsi perdutamente di Maria e imbastire una storia con lei, che può durare poco perché William deve tornare a casa al suo lavoro e alla sua famiglia. Ma quando la riapertura del caso lo riporterà di nuovo nella città di Maria, scoprirà che lei è scomparsa. Indagando viene a sapere che è ricoverata, poiché dopo il loro incontro di una notte lei era rimasta incinta. Questo però comportava una violazione del codice 46 (secondo il quale, per motivi genetici, i due non potevano stare assieme, poiché Maria è un clone della madre di William), quindi l'avevano indotta all'aborto e le era stata cancellata una brevissima parte di memoria: quella che riguardava lui.
Lui riesce però a riconquistarla, partendo assieme a lei per un viaggio, ma in un mondo dove tutti sono sotto controllo e dove lo slogan della Sphinx è "noi sappiamo tutto di tutti" non c'è scampo per chi vuole uscire dagli schemi, e alla fine i protagonisti ne pagheranno le conseguenze: i due vengono scoperti, a William viene cancellato ogni ricordo della storia con Maria e torna da sua moglie e suo figlio, mentre Maria viene espulsa dalla città e costretta a vivere nel deserto. A lei però, che non lavora per la Sphinx, vengono lasciati i ricordi.

## Riconoscimenti
- Méliès d'oro 2004/05